# Daniel Honoré
Pour les articles homonymes, voir Honoré.
Daniel Honoré est un écrivain français né le 16 octobre 1939 à Saint-Benoît et mort le 18 octobre 2018 à La Possession.

## Biographie
Né en 1939, Daniel Honoré est le fils d'un petit commerçant chinois venu à La Réunion depuis Canton et d'une descendante d'esclaves d'origine africaine et malgache. Il fait ses études secondaires dans son île natale puis y devient professeur de lettres et d'anglais dans un collège de Saint-Benoît.
Militant de cette langue au point de lui avoir consacré un dictionnaire en 2002, il écrit surtout en créole réunionnais. Il s'attache à recueillir et transmettre expressions, proverbes, légendes de cette langue d'abord orale. Avec Luis Rédona : in fonctionaire, écrit en 1980, on lui doit aussi le premier roman réunionnais entièrement écrit en créole. Investi à l'UDIR, il crée le concours littéraire LanKRéol en 2004. Conteur infatigable, il anime des ateliers de contes qui forment au fil des ans pas moins de 300 "racontèrs ziztoir"  ; il est à l'origine du festival de contes créoles de Sainte-Suzanne qui existe depuis 2013.
Il a été également le parrain de France Alzheimer pour lequel il s'investit à la suite de la perte de son ami d'enfance, l'instituteur Albert Elie.
Il meurt en octobre 2018,

## Ouvrages

### Poésie
- Mon île, Les Chemins de la liberté, 1979 (OCLC 17051877)
- (cpf) Ti flère la misère, Les Chemins de la liberté, 1980 (OCLC 461855990)
- (cpf + fr) Ma Chine-nation, ADER, coll. « Ti kabar » (no 27), 1995 (OCLC 463727836)

### Romans
- Louis Rédona : in fonctionaire, les Chemins de la liberté, 1980 (OCLC 461907703)
- (cpf) Cemin Bracanot' : dopi dan' vent' son momon [« Le chemin des frères Ramondé »]  (traduit du créole par Jean-François Samlong en 1999), Editions "U.D.I.R.-A.S.P.R.E.D.", coll. « Anchaing » (no 24), 1984 (OCLC 17111866)
- (cpf) Marcéline Doub-kèr  (préf. Jean-Claude Carpanin Marimoutou, dé toyo lo zhom), Udir, coll. « Anchaing » (no 36), 1988 (OCLC 20217449)
- (cpf) Vativien, Éditions K'A, 2006 (OCLC 470541502)

### Nouvelles
- (cpf + fr) Nouvelles : Momone - Lo béf - Marie-Thérèse in fiy parmi tan dot - Boulané, t. 1, Les Chemins de la liberté, 1979 (OCLC 8052118)
- Le Comore, ASPRED, 1986 (OCLC 492968430)
- (cpf + fr) Lo maloyèr blan, Udir, 1991 (OCLC 26578437)

### Contes, légendes, proverbes
- (cpf + fr) Gramoun la di : proverbes réunionnais, t. 1, Udir, 1990 (OCLC 24797252)
- (cpf + fr) Légendes créoles [« lezann kreol »]  (trad. Jean-François Samlong), t. 1, Udir, 1997 (OCLC 491119408)
- (cpf + fr) Légendes chinoises : la sine bon péi  (trad. Jean-François Samlong), Udir, 2000 (OCLC 64686394)
- (cpf + fr) Légendes créoles [« lezann kreol »], t. 2, Udir, 2002 (OCLC 72796269)
- (cpf + fr) Proverbes réunionnais : 715 proverbes et variantes, UDIR, 2002 (OCLC 70126196)
- (cpf + fr) Contes créoles [« La Réunion zanfan lo monn zistoir péi »]  (trad. Jean-François Samlong), vol. 1, Udir, 2003 (OCLC 469484377)
- (cpf + fr) Contes créoles [« Rénion zanfan lo monn »]  (trad. Jean-François Samlong), vol. 2, Udir, 2005 (OCLC 73830930)

### Jeunesse
- Salim et nous  (ill. Wilfrid Cadet), Académie de la Réunion, coll. « Floraisons / 2 », 2006 (OCLC 470685326)
- (cpf + fr) Ti Jean et le pays de nulle part  (ill. Sandra Emma), Udir, coll. « Contes créoles » (no 3), 2011 (OCLC 779700263)

### Essais
- Faisons nos.. contes : quelques réflexions sur les contes traditionnels de la Réunion, Éditions K'A, 2009 (OCLC 436637570)

### Divers
- Kroyans : superstitions à La Réunion, Udir, 1994 (OCLC 33812987)
- (cpf + fr) Dictionnaire d'expressions créoles : semi-lo-mo, Udir, 2002 (OCLC 64427154)
- (cpf + fr) Devinettes créoles  (zëdmo yér èk zordï), t. 1, Udir, 2003 (OCLC 123471280)
- (cpf + fr) Devinettes créoles en langue française, t. 2, Udir, 2004 (OCLC 64686384)

### Articles
- Le conte créole réunionnais. Daniel Honoré. in ethnographiques.org, n°16, juillet 2013. Sur les chemins du conte

## Hommages
Lors du festival de contes créoles de Sainte-Suzanne de 2021, la ville de Sainte-Suzanne inaugure un auditorium à son nom.